# Giải Oscar lần thứ 81
Giải Oscar lần thứ 81 được tổ chức bởi Viện Hàn lâm Khoa học và Nghệ thuật Điện ảnh (Academy of Motion Picture Arts and Sciences - AMPAS) nhằm vinh danh những phim xuất sắc nhất năm 2008 vào ngày 22 tháng 2 năm 2009 tại Nhà hát Kodak, Los Angeles, bang California. Buổi lễ được truyền hình trực tiếp ở Mỹ trên kênh ABC. Diễn viên người Australia Hugh Jackman lần đầu tiên chủ trì buổi lễ này.